# Ozaki Eiichiro
Eiichiro Ozaki (尾崎 瑛一郎 Ozaki Eiichiro, sinh ngày 7 tháng 12 năm 1984) là một cầu thủ bóng đá người Nhật Bản thi đấu cho Azul Claro Numazu.

## Thống kê câu lạc bộ
Cập nhật đến ngày 23 tháng 2 năm 2018.
| Thành tích câu lạc bộ | Thành tích câu lạc bộ     | Thành tích câu lạc bộ | Giải vô địch | Giải vô địch | Cúp                   | Cúp                   | Tổng cộng | Tổng cộng |
| Mùa giải              | Câu lạc bộ                | Giải vô địch          | Số trận      | Bàn thắng    | Số trận               | Bàn thắng             | Số trận   | Bàn thắng |
| Nhật Bản              | Nhật Bản                  | Nhật Bản              | Giải vô địch | Giải vô địch | Cúp Hoàng đế Nhật Bản | Cúp Hoàng đế Nhật Bản | Tổng cộng | Tổng cộng |
| --------------------- | ------------------------- | --------------------- | ------------ | ------------ | --------------------- | --------------------- | --------- | --------- |
| 2003                  | Albirex Niigata           | J2 League             | 17           | 0            | 0                     | 0                     | 17        | 0         |
| Singapore             | Singapore                 | Singapore             | Giải vô địch | Giải vô địch | Cúp bóng đá Singapore | Cúp bóng đá Singapore | Tổng cộng | Tổng cộng |
| 2004                  | Albirex Niigata Singapore | S. League             | 20           | 2            | 1                     | 0                     | 21        | 2         |
| 2005                  | Albirex Niigata Singapore | S. League             | 3            | 1            | 0                     | 0                     | 3         | 1         |
| 2006                  | Albirex Niigata Singapore | S. League             | 32           | 14           | 3                     | 1                     | 35        | 15        |
| 2007                  | Albirex Niigata Singapore | S. League             | 32           | 4            | 1                     | 0                     | 33        | 4         |
| Nhật Bản              | Nhật Bản                  | Nhật Bản              | Giải vô địch | Giải vô địch | Cúp Hoàng đế Nhật Bản | Cúp Hoàng đế Nhật Bản | Tổng cộng | Tổng cộng |
| 2008                  | Gainare Tottori           | JFL                   | 20           | 2            | 0                     | 0                     | 20        | 2         |
| 2009                  | Gainare Tottori           | JFL                   | 20           | 1            | 1                     | 0                     | 21        | 1         |
| 2010                  | Gainare Tottori           | JFL                   | 24           | 2            | 0                     | 0                     | 24        | 2         |
| 2011                  | Gainare Tottori           | J2 League             | 13           | 0            | 1                     | 0                     | 14        | 0         |
| 2012                  | Gainare Tottori           | J2 League             | 29           | 1            | 2                     | 1                     | 31        | 2         |
| 2013                  | Gainare Tottori           | J2 League             | 32           | 0            | 1                     | 0                     | 33        | 0         |
| 2014                  | Azul Claro Numazu         | JFL                   | 23           | 1            | –                     | –                     | 23        | 1         |
| 2015                  | Azul Claro Numazu         | JFL                   | 24           | 1            | –                     | –                     | 24        | 1         |
| 2016                  | Azul Claro Numazu         | JFL                   | 28           | 1            | –                     | –                     | 28        | 1         |
| 2017                  | Azul Claro Numazu         | J3 League             | 31           | 3            | 0                     | 0                     | 31        | 3         |
| Quốc gia              | Nhật Bản                  | Nhật Bản              | 261          | 12           | 5                     | 1                     | 266       | 13        |
| Quốc gia              | Singapore                 | Singapore             | 87           | 21           | 5                     | 1                     | 92        | 22        |
| Tổng                  | Tổng                      | Tổng                  | 348          | 33           | 10                    | 2                     | 358       | 35        |